# Thirawat Koonsom
Thirawat Koonsom (thailändisch ถิรวัฒน์ คูณสม, * 28. Juli 2002) ist ein thailändischer Fußballspieler.

## Karriere
Thirawat Koonsom steht seit 2021 beim Nakhon Pathom United FC unter Vertrag. Der Verein aus Nakhon Pathom spielt in der zweiten thailändischen Liga, der Thai League 2. Sein Zweitligadebüt gab Thirawat Koonsom am 3. September 2021 (1. Spieltag) im Auswärtsspiel gegen den Trat FC. Hier stand er in der Startelf und wurde in der 71. Minute gegen Apirat Heemkhao ausgewechselt. Das Spiel gewann Trat mit 2:0. Am Ende der Saison 2022/23 feierte er mit Nakhon Pathom die Meisterschaft und den Aufstieg in die erste Liga. In der ersten Liga kam er für Nakhon Pathom nicht zum Einsatz. Im Sommer 2023 wechselte er auf Leihbasis zum Drittligisten Thap Luang United FC. Mit dem Verein aus der Provinz Nakhon Pathom spielte er 19-mal in der Western Region der Liga. Nach der Ausleihe kehrte er im Sommer 2024 zum Erstligisten zurück.

## Erfolge
Nakhon Pathom United FC
- Thailändischer Zweitligameister: 2022/23  ▲